# Волковское кладбище
Во́лковское кладбище (ранее официально Волково кладбище) — кладбище, расположенное во Фрунзенском районе Санкт-Петербурга. Располагается между Касимовской, Камчатской, Самойловой, Мгинской улицами, Расстанным переулком, Нефтяной дорогой и Волковским проспектом. Состоит из православного кладбища и лютеранского кладбища — двух больших участков, между которыми протекает река Волковка. По площади занимает 26 гектаров.
Кладбище известно «Литераторскими мостками» — участком, на котором захоронено много русских и советских писателей, музыкантов, актёров, архитекторов, учёных и общественных деятелей, а также мать В. И. Ленина и его сёстры.

## Православное кладбище
Волково кладбище было основано по указу Сената 11 мая 1756 года в связи с закрытием по приказу императрицы Елизаветы Петровны кладбища при церкви во имя Иоанна Предтечи. Своё название кладбище получило из-за находившейся рядом (на другом берегу Волковки, в то время называвшейся Чёрной речкой) Волковой деревни и Волкова поля, которые, в свою очередь, получили своё название из-за большого числа волков, населявших окружающую местность. Согласно документам того времени, волки нередко нападали стаями на одиноко идущих людей в этой местности даже в XVIII веке.
На содержание кладбища выделялось немного средств, оно предназначалось для малоимущих людей, поэтому благоустройством кладбища никто не занимался. Кроме того, не велось надзора за тем, кто и где устраивает захоронение. По этой причине на кладбище отсутствовали дорожки, во многих местах их невозможно было провести, не задев могил.
В 1808 году указом императора Александра I территория кладбища была существенно увеличена.
В 1812 году кладбище было обустроено: были выкопаны канавы, посажены деревья. В 1888 году, после крушения императорского поезда возле станции Борки по распоряжению императрицы Марии Фёдоровны на Волковском кладбище был похоронен погибший при крушении её камер-казак Тихон Сидоров, чья могила на Глазуновской дорожке сохранилась до настоящего времени.
В годы блокады на кладбище устраивались массовые захоронения, место которых отмечено памятником. В настоящее время кладбище имеет статус действующего.

### Храмы
- В 1759 году на территории кладбища была построена первая деревянная церковь, которую 3 декабря освятили во имя Спаса Нерукотворного Образа. К 1795 году она обветшала и была разобрана.

- В октябре 1777 года построена деревянная церковь «в память обновления храма Воскресения Христова в Иерусалиме», эта церковь сгорела 1 января 1782 года и в том же году на её месте под руководством архитектора Ивана Старова началось строительство каменной Воскресенской церкви, которое завершилось в 1785 году. В 1832—1834 годах по проекту Павла Воцкого была сооружена колокольня и ворота.
- С 1837 по 1842 год велось строительство новой каменной церкви Спаса Нерукотворного под руководством архитекторов Франца Руски и Викентия Беретти.
- С 1850 по 1852 год по проекту Руски строится другая каменная церковь, которую 26 августа освятил во имя Всех Святых митрополит Никанор. Строительство велось на средства купца П. И. Пономарёва, поэтому в народе её прозвали Пономарёвской.
- В 1885 году началось строительство церкви во имя Святого праведного Иова. Церковь строилась на средства Прасковьи Михайловны Крюковой над могилой её мужа — Крюкова Иова Михайловича, купца 1-й гильдии и потомственного почётного гражданина. Архитектор И. А. Аристархов, работавший над созданием этого храма, умер до окончания строительства и был похоронен в подцерковье. Строительство закончилось в 1887 году. В советское время и в годы блокады храм не закрывался и действует по сей день.
- В 1910—1913 годах на территории кладбища по проекту Андрея Аплаксина была построена церковь Успения Пресвятой Богородицы.

В 1920—1930-х годах кладбище претерпело значительные изменения. Было разрушено много склепов и памятников, часть могил была перенесена, в 1929 году была разрушена Успенская церковь, в 1930-х — Всесвятская. Спасскую церковь в 1937 году перестроили под цеха завода «Монументскульптура». Храм Воскресения Словущего закрыли 28 января 1936 года, через полгода после организации музея-некрополя «Литераторские мостки», которому и передали здание. В 2008 году храм стал снова действующим.

## Литераторские мостки
Кладбищенские дорожки от сырости и грязи накрывали деревянными настилами, или иначе, «мостками». Людей, принадлежащих к определённым сословиям или национальностям, старались хоронить рядом, а эти участки получили название «Цыганские мостки», «Немецкие мостки» и т. д.
В 1848 году на кладбище был похоронен Виссарион Белинский. В 1861 году рядом похоронили критика Николая Добролюбова, а позже публициста Дмитрия Писарева (1868). Постепенно вблизи этих могил стали хоронить других литераторов, а этот участок получил название «Литераторские мостки». Здесь похоронены также писатели: Иван Гончаров, Иван Тургенев, Михаил Салтыков-Щедрин, Николай Лесков, Александр Куприн, учёные: Дмитрий Менделеев, Иван Павлов и Алексей Крылов, Александр Чехов (А. Седой) а также многие другие деятели искусства и науки.
В настоящее время здесь хоронят жителей Санкт-Петербурга, получивших признание в области искусства и науки.

## Лютеранское кладбище
В настоящее время лютеранским кладбищем называется участок восточнее православного кладбища, однако исторически он состоит из пяти участков: лютеранского, старообрядческого, единоверческого и двух еврейских.

### Лютеранское кладбище
Лютеранское кладбище было основано во второй половине XVIII века напротив православного за речкой Волковкой. Кладбище предназначалось для захоронения лютеран, которые составляли в то время значительную часть населения Санкт-Петербурга. Прошение о выделении места под кладбище было подано от конвента Петрикирхе ещё в 1741 году, но место в сто двадцать сажен длиной и восемьдесят шириной под кладбище было выделено только в 1773 году после закрытия Сампсониевского кладбища. Первым, кто был похоронен на этом кладбище, оказался немецкий купец Иоганн Гебхард Бретфельд, умерший 30 мая 1773 года. По этой причине долгое время кладбище называлось Бретфельдовым.
Обустройством кладбища занималась община Петрикирхе, поэтому преимуществом при выборе мест и в цене за место захоронения имели в первую очередь прихожане церквей Святого Петра и Святой Анны. Община Петрикирхе серьёзно подошла к организации похоронных дел. Кладбище было поделено на линии и разряды, захоронение в которых отличалось по цене. Все могилы нумеровались и регистрировались, отмечались все захоронения и памятники, вёлся подробный архив. Кроме того, на кладбище была введена уникальная система координат, позволяющая точно фиксировать места захоронений. Благодаря этому даже теперь можно точно установить место погребения как минимум 40 000 людей по сохранившейся документации, которая в настоящее время хранится в Центральном Государственном историческом архиве Санкт-Петербурга. Книги захоронений включают в себя записи с 1820 по 1935 годы.
В 1790 году на средства Петрикирхе был построен мост через речку и новая дорога к кладбищу.
В 1842 году построены каменные ворота с деревянной оградой.
В 1877 году по проекту архитектора И. Вольфа было начато строительство часовни, которую освятили 21 мая 1879 года.
В 1900 году были построены новые, более высокие, ворота, необходимость в которых была вызвана увеличившейся высотой катафалков. Архитектором являлся Е. Гельман, который ранее был автором проектов ряда деревянных сооружений на территории кладбища. Ансамбль кладбища приобрёл законченный вид.
В 1920-е годы все деревянные постройки, принадлежащие кладбищу, были разобраны на дрова, ворота и часовня — на кирпичи. Многие захоронения из-за отсутствия надлежащего ухода были разрушены. Позже некоторые памятники вместе с захоронениями были перенесены в некрополь Александро-Невской Лавры (например, захоронение Росси), некоторые были перенесены отдельно, как образцы художественных надгробий.
В 1990-е годы начались работы по обследованию кладбища по инициативе Санкт-Петербургского немецкого общества. В 1996 году работы закончились. В ходе этих исследований было описано более 2000 памятников, 3800 захороненных лиц, все данные занесены в компьютерную базу.
25 января 1998 года на Волковском лютеранском кладбище неизвестными было разрушено 82 могильных памятника.

### Старообрядческое кладбище
Старообрядческое кладбище было основано купцами Воробьевым и Волковым в 1787 году. Оно располагалось севернее лютеранского. 31 августа 1834 года к лютеранскому кладбищу примкнули участки Волковой деревни, отделяющие старообрядческое и лютеранское кладбища. В настоящий момент оба кладбища составляют единое целое. В 1884 году на территории старообрядческого кладбища по проекту архитекторов Ф. И. Габерцетеля и А. О. Томишко были построены мужская и женская богадельни с молельными, закрытые в 1930-е годы, а позже перестроенные под диспансер. К началу 1990-х годов на кладбище не сохранилось старинных памятников

### Единоверческое кладбище
Единоверческое кладбище было основано в конце XVIII века. В 1799 на правом берегу Волковки построили деревянную часовню, позже к ней пристроили алтарь и колокольню, и в 1801 году освятили Сретенскую церковь. В 1813—1818 годах у по проекту архитектора В. И. Беретти была построена каменная Благовещенская церковь, которая в 1835—1836 гг. перестраивалась А. И. Мельниковым. В советское время все церкви были уничтожены. В XX веке кладбище также слилось с лютеранским.

### Еврейские кладбища
Старое еврейское кладбище, устроенное в 1802 (1809) году, располагалось между речкой Волковкой и западной границей лютеранского кладбища. Новое еврейское кладбище, устроенное в 1859 (1862) году, располагается вдоль западной стороны бывшей Нобелевской улицы, примыкая к юго-восточной части лютеранского кладбища. Площадь каждого из этих еврейских кладбищ — приблизительно 0,2 гектара. В 1916 году часть надгробий со старого кладбища была перенесена на новое в связи с прокладкой трамвайных путей по набережной реки Волковки. К настоящему времени на новом кладбище сохранилось несколько надгробий, на старейшем из них — доктора Генриха Курицкого — указан 1867 год.